# 清除共生

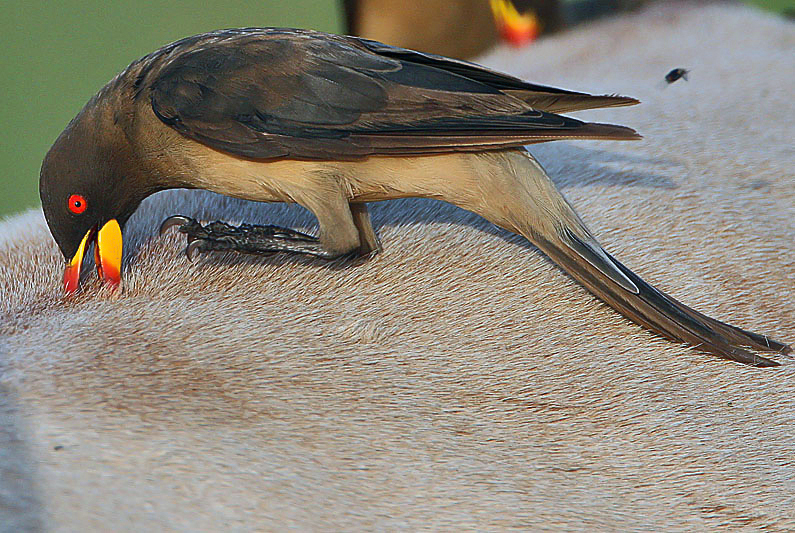
鳥類在大型哺乳動物的背面有清除行為

清除共生（英語：Cleaning symbiosis），是一種互利共生，為其中一方（清除者）吃掉在另一方（被清除者）皮膚上的寄生蟲和其它汙垢。清除共生常見於海洋魚類，一些品種的小型清潔魚（特別是隆頭魚科，但也有其他種生物），是專門以清潔較大的魚類和其他海洋動物為其食物來源。其他清除共生也見於鳥類和哺乳動物之間。
清除共生行為最初是由古希臘歷史學家希羅多德在大約公元前420年描述，但他舉的例子（鳥類服務鱷魚）似乎很少發生。
生物學家已經爭論了清除共生的分類三十多年。有些人認為，清除共生代表無私的合作，基本上屬於純共生。其他（如羅伯特·特里弗斯）則認為，這屬於互惠性利他主義的表現。還有一些人認為，清除共生的行為是片面的剝削，為寄生的一種形式。
有時也會發生欺騙性清除共生，其中有些是清除方傷害被清除方，抑或食肉動物模擬成清除者。欺騙性清除共生行為類似於擬態（例如無害蚜蠅模仿成刺黃蜂）。一些真正的清除者魚類，如蝦虎魚和隆頭魚，具有相同的顏色和圖案，是趨同演化的一個例子。清潔魚的相似，類似於苗勒氏擬態（例如蜜蜂和黃蜂互相模仿對方的條紋）。